# Dodécadodécaèdre icositronqué
En géométrie, le dodécadodécaèdre icositronqué est un polyèdre uniforme non-convexe, indexé sous le nom U45.

## Coordonnées cartésiennes
Les coordonnées cartésiennes pour les sommets d'un dodécadodécaèdre icositronqué centré à l'origine sont toutes les permutations paires de
(±(2−1/τ), ±1, ±(2+τ))
(±1, ±1/τ2, ±(3τ−1))
(±2, ±2/τ, ±2τ)
(±3, ±1/τ2, ±τ2)
(±τ2, ±1, ±(3τ−2))
où τ = (1+√5)/2 est le nombre d'or (quelquefois écrit φ).